# Réseaux IP Européens Network Coordination Centre
O Réseaux IP Européens Network Coordination Centre (RIPE NCC) é o Registro Regional da Internet (RIR) para a Europa, o Oriente Médio e partes da Ásia Central. Ele está sediado em Amsterdã, Países Baixos.
O RIPE NCC apoia a coordenação técnica e administrativa da infra-estrutura da Internet. É uma organização sem fins lucrativos com mais de 6000 membros (em Janeiro de 2009) localizados em mais de 70 países de sua região de serviço .
Qualquer indivíduo ou organização pode se tornar um membro do RIPE NCC. A associação é constituída principalmente de provedores de acesso à Internet (PSIs), organizações de telecomunicações, instituições de ensino, governos, reguladores e grandes corporações.
O RIPE NCC também fornece suporte técnico e administrativo para a Réseaux IP Européens (RIPE), um fórum aberto a todas as partes com interesse no desenvolvimento técnico da Internet.

## História
O RIPE NCC iniciou suas operações em abril de 1992 em Amsterdã, nos Países Baixos. O financiamento inicial foi fornecido pelos membros das redes acadêmicas Réseaux Associés pour la Recherche Européenne (RARE), da EARN e da EUnet. O RIPE NCC foi formalmente criado quando a versão em holandês do Estatuto foi depositada na Câmara de Comércio de Amsterdã, em 12 de Novembro de 1997. O primeiro Plano de Atividades do RIPE NCC foi publicado em maio de 1991.

## Atividades
O RIPE NCC apoia o desenvolvimento da Internet através da coordenação técnica da infra-estrutura de Internet em sua região de serviço e além. Compromete-se com diversas atividades nessa área, incluindo:
- Atribuição e registro de recursos de Internet (números IP e números de Sistemas Autônomos)
- Desenvolvimento, operação e manutenção da RIPE Database
- Desenvolvimento, operação e manutenção do RIPE Routing Registry
- Operação do servidor-raiz K
- Suporte à coordenação de delegações ENUM
- Recolhimento e publicação de estatísticas neutras sobre o desenvolvimento e desempenho da Internet

## Estrutura

### Legal
O RIPE NCC é regido pela lei neerlandesa.

### Organizacional
O RIPE NCC é formado por:
- Membros
  - Membros podem influenciar diretamente as atividades e serviços do RIPE NCC. Os membros são responsáveis pela nomeação e eleição dos candidatos ao Conselho Executivo do NCC RIPE e pela aceitação do sistema de tarifação do RIPE NCC, além de aprovar o Relatório Financeiro do RIPE NCC a cada ano. Os membros também podem repassar informações e feedback sobre as atividades realizadas, bem como sobre os serviços prestados pelo RIPE NCC.
- Diretoria Executiva
  - Membros do RIPE NCC propõem candidatos e elegem o Conselho Executivo. O conselho é composto por três a cinco membros e é responsável pela nomeação do Diretor Administrativo do RIPE NCC, pela situação financeira geral do RIPE NCC e por manter registros que permitam que a situação financeira da organização a ser avaliada a qualquer momento.
- Funcionários RIPE NCC
  - Funcionários executam as atividades do RIPE NCC, prestam serviços aos seus membros e prestam apoio administrativo ao RIPE.

## O RIPE NCC e RIPE
Réseaux IP Européens é um fórum aberto a todas as partes com interesse no desenvolvimento técnico da Internet. Embora semelhantes no nome, RIPE NCC e RIPE são entidades separadas. No entanto, eles são altamente interdependentes. O RIPE NCC fornece apoio administrativo ao RIPE, como a facilitação das Reuniões RIPE e dá suporte administrativo para os seus / maduro / WG / index.html RIPE Grupos de Trabalho.

## Taxas
Recursos números Internet não têm qualquer valor monetário. O RIPE NCC cobra de seus membros uma [taxa de adesão http://www.ripe.net/membership/billing/procedure.html] baseada nos recursos de Internet que o membro recebe do RIPE NCC. A taxa anual cobrada de cada membro é proporcional à carga de trabalho envolvida no fornecimento dos recursos solicitados por ele.

## Dados

### O RIPE Database
O RIPE Database é um banco de dados público que contém detalhes do registro de endereços endereços IP e de Números de Sistemas Autônomos, inicialmente atribuídos aos membros do RIPE NCC. Ela mostra quais organizações ou indivíduos detêm atualmente um determinado recursos de números Internet, quando as alocações foram feitas e os dados de contato. As organizações ou indivíduos que detêm esses recursos são responsáveis pela atualização das informações no banco de dados.
Desde março de 2008, o conteúdo do banco de dados está disponível para consulta near real-time mirror (NRTM).

### RIPE Routing Registry
O RIPE Routing Registry (RR) é um sub-conjunto do RIPE Banco de Dados e mantém informações de roteamento em RPSL. O RIPE RR é uma parte da RR Internet, um conjunto de bases de dados que espelham uns aos outros. Informações sobre nomes de domínio na RIPE Database é apenas para referência: não é o registro de nome de domínio que é executado pelo country code Top Level Domain (ccTLD) os administradores da Europa e arredores.

## Regiões de atendimento
A  região de atendimento do RIPE NCC é composta por países da Europa, Oriente Médio e partes da Ásia Central. Os serviços do RIPE NCC estão disponíveis para usuários fora desta região, através de Local Internet Registries; essas entidades devem ter um endereço jurídico válido dentro da região de serviço, mas podem oferecer seus serviços para quaisquer interessados (Lista dos países membros).
Ásia
- Sudoeste da Ásia[6]
  - Arábia Saudita
  - Chipre
  - Emirados Árabes Unidos
  - Iêmen
  - Irão
  - Iraque
  - Israel
  - Jordânia
  - Líbano
  - Omã
  - Autoridade Palestina
  - Qatar
  - Síria
  - Turquia
- Ásia Central
  - Cazaquistão
  - Quirguistão
  - Tajiquistão
  - Turquemenistão
  - Uzbequistão
- Ásia Setentrional
  - Rússia

Europa
- Albânia
- Alemanha
- Andorra
- Arménia
- Áustria
- Azerbaijão
- Bélgica
- Bielorrússia
- Bósnia e Herzegovina
- Bulgária
- Croácia
- Dinamarca
- Eslováquia
- Eslovénia
- Espanha
- Estónia
- Finlândia
- França
- Geórgia
- Gibraltar (Reino Unido)
- Grécia
- Hungria
- Islândia
- República da Irlanda
- Itália
- Letónia
- Liechtenstein
- Lituânia
- Luxemburgo
- República da Macedónia
- Malta
- Moldávia
- Mônaco
- Montenegro
- Noruega
- Países Baixos
- Polónia
- Portugal
- Reino Unido
- República Tcheca
- Roménia
- Rússia
- São Marinho
- Sérvia
- Suécia
- Suíça
- Turquia
- Ucrânia
- Vaticano

América do Norte
- Groenlândia (Dinamarca)

### Regiões anteriormente servidas
Antes da formação do AfriNIC, o RIPE NCC servia aos seguintes países:
África
- Norte de África
  - Argélia
  - Egito
  - Líbia
  - Mauritânia
  - Marrocos
  - Sudão
  - Tunísia
  - Saara Ocidental
- África Central
  - Camarões
  - República Centro-Africana
  - Chade
  - Guiné Equatorial
  - Gabão
  - São Tomé e Príncipe
- África Oriental
  - Djibouti
  - Eritréia
  - Etiópia
  - Quénia
  - Uganda
  - Somália
- África Ocidental
  - Benin
  - Burkina Faso
  - Cabo Verde
  - Côte d'Ivoire
  - Gâmbia
  - Brasil
  - Guiné
  - Guiné-Bissau
  - Libéria
  - Mali
  - Níger
  - Nigéria
  - Senegal
  - Serra Leoa
  - Togo

## Organizações e eventos afins
- Internet Corporation for Assigned Names and Numbers (ICANN)
- Number Resource Organization (NRO)
- Address Supporting Organization (ASO)
- Cúpula Mundial sobre a Sociedade da Informação (WSIS)
- Fórum de Governança da Internet (IGF)